# Ian Appel
Ian Appel (ou Jan Appel) né en 1890 à Mecklenburg (Allemagne), mort le 4 mai 1985 à Maastricht (Pays-Bas) était un communiste allemand.

## Biographie
Ouvrier des chantiers navals, il adhère au SPD en 1908. Pendant la guerre, il est lié aux «links radikalen», ou « radicaux de gauche », et aux Spartakistes. Après la guerre il est membre du KPD (Parti communiste d'Allemagne) dont il est un des principaux animateurs à Hambourg. Il devient président des « hommes de confiance révolutionnaires». Il assiste au Congrès de Heidelberg du KPD en octobre 1919 comme délégué de Hambourg. Il participe aux combats révolutionnaires de la Ruhr et devient membre du Parti communiste ouvrier d'Allemagne (KAPD) dès sa fondation.
En juillet-août 1920, il est envoyé avec Franz Jung par le KAPD en Russie pour le deuxième congrès de l’IC. Il ne peut arriver à Moscou qu’en détournant un chalutier.
Il est responsable de l’hebdomadaire de l’AAU (Union ouvrière, Allgemeine Arbeiter-Union) dans la Ruhr.
En 1921, il considère comme prématurée la fondation de l’Internationale communiste ouvrière (KAI) ou IV° Internationale.
Durant les années 1923-1925, il est emprisonné pour le détournement du chalutier.
À partir de 1926, il s’installe en Hollande, où il participe au Groupe des communistes internationaux (GIC). Il est le principal rédacteur des Principes de base de la production et de la distribution communiste, une réflexion sur les mesures économiques de la période de transition entre le capitalisme et le communisme (parution 1930). 
Après 1933, il passe dans la clandestinité jusqu’en 1945. Il dénonce la guerre impérialiste et prend la position classiciste et classique des internationalistes : ne soutenir aucun État impérialiste (URSS compris).
Après la guerre il adhère au Spartakusbund de Canne Meijer et Cajo Brendel.
En 1975, il participe au premier congrès du Courant communiste international.

## Œuvres
- J. Appel, La nécessité de la révolution, (septembre 1920) in (Dis)Continuité, no 10, 2001.
- Principes de base de la production et de la distribution communiste, http://www.left-dis.nl/f/gictabma.htm. (avec une introduction de Paul Mattick).